# Pereruela (kommunhuvudort)
Pereruela är en kommunhuvudort i Spanien.   Den ligger i provinsen Provincia de Zamora och regionen Kastilien och Leon, i den centrala delen av landet, 210 km nordväst om huvudstaden Madrid. Pereruela ligger 770 meter över havet och antalet invånare är 660.
Terrängen runt Pereruela är platt.Runt Pereruela är det mycket glesbefolkat, med 4 invånare per kvadratkilometer. Närmaste större samhälle är Zamora, 14,9 km nordost om Pereruela. Trakten runt Pereruela består till största delen av jordbruksmark.